# Гетто в Плисе (Витебская область)
Гетто в Пли́се (осень 1941 — 1 июня 1942) — еврейское гетто, место принудительного переселения евреев деревни Плиса (Плисса) Глубокского района Витебской области в процессе преследования и уничтожения евреев во время оккупации территории Белоруссии войсками нацистской Германии в период Второй мировой войны.

## Оккупация Плисы и создание гетто
В деревне Плиса в 1931 году проживало 302 еврея. В середине 1930-х годов евреев в Плисе насчитывалось уже 500—600 — примерно третья часть населения. Раввином Плисы с 1905 года до своей гибели в 1941 году был Шмуэль Фрейдин.
Местечко было оккупировано немецкими войсками с июня (с 1 июля) 1941 года по июнь 1944 года.
Первые несколько недель нацисты не трогали евреев, только сразу арестовали нескольких из них и заставили работать переводчиками. Причиной этому было то, что до августа 1941 года в Плисе размещались армейские части вермахта, которые массово евреев не убивали, хотя и среди них были откровенные расисты-антисемиты, любящие издеваться над евреями. В августе аремейские немецкие части из Плисы ушли на восток, немцев в самой Плисе осталось только несколько человек, и власть в деревне стала полностью принадлежать местным полицаям и гебитскомиссариату. Комендантом Плисы был назначен зондерфюрер Гепперт Франц.
Начальником местной полиции при немцах стал Чеснак, а его заместителем — сын работника почты Виктор Яцына, который с родным братом Лёнькой и двумя двоюродными братьями первыми добровольно вступили в полицию. Они любили развлекаться, избивая евреев резиновыми дубинками до полусмерти.
Евреям приказали нашить на одежду желтые шестиконечные звезды и стали принудительно использовать на тяжелых и грязных работах, в том числе на прокладке дороги. Оплаты евреям никакой не давали, но массовых убийств до весны 1942 года не было.
Реализуя нацистскую программу уничтожения евреев, немцы создавали гетто почти во всех городах и населённых пунктах Беларуси, где проживало еврейское население. Так и в Плисе оккупанты осенью 1941 года согнали местных евреев и из близлежащих деревень в гетто, представляющее собой две улицы около места, где река вытекает из озера. Центром гетто стал кирпичный дом рядом с церковью, который сохранился до сих пор.

## Условия в гетто
В гетто оказалось около 500 евреев, размещённых по 5-6 многодетных семей в каждом доме. Всех узников переписали и поставили на учёт. Принудительные работы большей частью состояли в заготовке древесины в лесу, в прокладке и ремонте дорог. К месту работы узников гоняли строем под охраной — обычно 10-12 километров только в одну сторону. Всех евреев предупредили, что в наказание за попытку побега вся семья беглеца будет расстреляна. Сбежать всей семьей было невозможно — гетто тщательно охранялось белорусскими, украинскими и прибалтийскими коллаборационистами. Проскочить через этих полицаев могли только молодые и сильные мужчины, но никто не мог и не хотел спасаться, оставив на верную смерть своих родных.
Евреев в гетто сразу лишили средств к существованию, тем самым обрекая узников на голодную смерть. Весь скот и любая другая живность были конфискованы, даже кошек евреям было запрещено держать. За попытки купить или выменять продукты у местных белорусов следовали самые жестокие наказания.
Зимой и весной 1942 года в Плису постоянно наезжали отряды литовских и украинских полицаев, которые занимались грабежом гетто.

## Уничтожение гетто
Немцы очень серьёзно относились к возможности еврейского сопротивления, и поэтому в первую очередь убивали в гетто или ещё до его создания евреев-мужчин в возрасте от 15 до 50 лет — несмотря на экономическую нецелесообразность, так как это были самые трудоспособные узники. По этой причине осенью 1941 года местные полицаи арестовали в гетто 18 самых уважаемых евреев, и увели их, сказав, что они переводятся в трудовой лагерь. Впоследствии выяснилось, что всех этих мужчин расстреляли.
Весной 1942 начались тайные массовые расстрелы. Немцы и полицаи отправляли из гетто рабочие команды якобы на строительство дороги, а назад никто не возвращался. Когда в один из дней не вернулся никто из мужчин из большой группы, стало понятно, что немцы готовятся ликвидировать гетто.
1 июня 1942 года полицаи и немцы из зондеркоманды, прибывшей из Глубокого, окружили гетто. В восемь часов утра «бобики» (так в народе презрительно прозвали полицаев) начали вышвыривать людей из домов и прикладами гнать на центральную площадь. Затем обречённых евреев группами выводили на окраину деревни и расстреливали из пулемётов возле местного кладбища. Очевидцы вспоминают, что немцы и полицаи так издевались над обречёнными людьми перед смертью, что те «просили у Бога смерти». Евреев вели на расстрел через все местечко, а стариков и старух, которые не могли сами идти, везли на телегах. Накануне немцы заставили местных жителей выкопать расстрельную яму, и никого не отпускали из леса, чтобы они не рассказали о готовящемся убийстве. В этот день гетто было уничтожено, все узники — 419 (412) евреев — были убиты.
Попыток сопротивления и побега во время расстрела не было, потому что полицаи в оцеплении стояли через каждые 3 метра.

## Случаи спасения
Попыток побега из гетто почти не было. Узники Плисского гетто были полностью отрезаны от остального мира и не имели понятия, что происходит на фронтах. Все, кто проявлял неповиновение или сопротивлялся, сразу расстреливались — например, за это полицаи убили Бориса Гинзбурга. Голод, беспрерывные издевательства и расстрелы деморализовали большинство узников, многие стали считать, что лучше умереть, чем так жить. Но часть евреев держалась до последнего, и даже испекли немного мацы из остатвков муки к Песаху весны 1942 года.
Во время «акции» (таким эвфемизмом гитлеровцы называли организованные ими массовые убийства) 1 июня 1942 года из плисских евреев в живых остались только двое — Моше Меирович Цимкинд и Чернэ-Лея Гинзбург (урожденная Гельман). На её глазах полицаи Чеснак и Яцына с садистским удовольствием убили её детей, а саму Чернэ-Лею, несмотря на мольбы о смерти, оставили временно в живых.
Моше с трудом уговорил Чернэ-Лею спасаться, и местный белорус Степан Фомич Метелица, рискуя жизнью, несколько недель прятал их на своём хуторе в 2 километрах от Плисы, пока они не ушли из деревни. Чернэ-Лея была застрелена в лесу немцами, а Моше Цимкинд нашёл следующее убежище в 20 километрах от Плисы на хуторе у Кости Иванковича и его родителей, хотя они знали, что за укрывательство еврея немцы расстреливали. Спасённый Моше Цимкинд вскоре стал бойцом партизанского отряда.
Случаи спасения были единичными, чаще было иначе. Многие пользовались случаем нажиться на чужом горе. Например, семья с фамилией Марговка уговорила знакомых евреев отдать им на хранение драгоценности и хорошие вещи — «чтобы немцы у вас не отобрали». Но когда после войны выживший еврей пришел к ним, то услышал: «Проваливайте! Мы у вас ничего не брали!». А семья Петрашкевичей поступила честно — после войны, только увидев владельца вещей, отданных им на сохранение, тут же всё возвратила.
Также есть свидетельства, что 1 июня 1942 года во время расстрела сбежал Абрам Генехович по прозвищу Бомка. Ему помог спрятаться кто-то из местных жителей в фольварке Брыкаки, потом он воевал с нацистами в партизанском отряде, а после войны уехал в Канаду.

## Память
Имеется неполный список убитых узников Плисского гетто.
В советские времена попытки евреев поставить памятник жертвам Катастрофы в Плиссе не удались. Вместо этого власти советской Белоруссии место расстрела евреев продезинфицировали, залив хлоркой, а в середине 1970-х годов распахали место расстрела, экскаватором выгребали песок (с человеческими костями) для строительства шоссе, останки людей сгребались бульдозерами. Через несколько лет на месте братской могилы жертв геноцида евреев было уже засеянное поле, а потом — пастбище для коров.
Моше Цимкинд, будучи уже гражданином Израиля, вместе со своими сыновьями скопил деньги, и в 1998 году с одним из сыновей приехал в Плису. Там, на месте расстрела евреев Плисы, он — единственный выживший узник Плисского гетто — поставил памятник на свои деньги и деньги, собранные в Израиле его земляками. Он получил в сельсовете разрешение установить импровизированный монумент памяти погибшим. Моше нанял тракториста, который притащил к месту расстрела огромный валун красного гранита. Помогал Моше устанавливать памятник Виктор Метелица — сын скончавшегося уже Степана Метелицы, спасшего Моше в годы войны.
Моше Меирович Цимкинд написал книгу своих воспоминаний «Мне суждено было выжить» (в том числе и о гетто в Плисе) — она издана в Иерусалиме на русском языке и в Тель-Авиве на языке идиш.